# Pinanga dicksonii
Pinanga dicksonii là loài thực vật có hoa thuộc họ Arecaceae. Loài này được (Roxb.) Blume miêu tả khoa học đầu tiên năm 1839.

## Hình ảnh

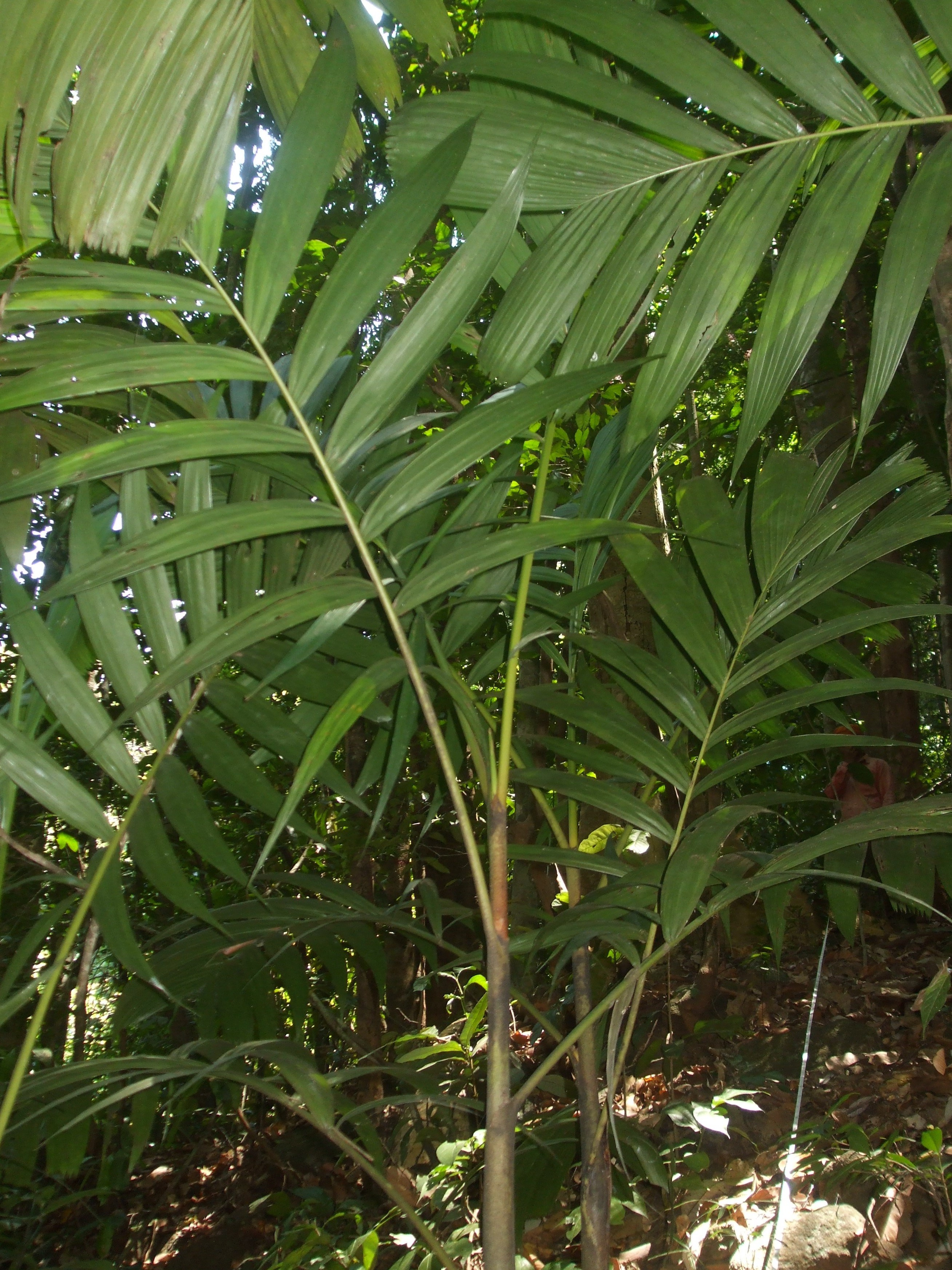